# Campeonato de Primera B 2006-07 (Argentina)
La temporada de la Primera B 2006-07 fue la septuagésima cuarta edición del campeonato de tercera división del fútbol argentino en el orden de los clubes directamente afiliados a la AFA. Dio comienzo el 28 de julio de 2006 y finalizó el 11 de julio de 2007.
Los nuevos equipos participantes fueron el ascendido Deportivo Merlo, campeón de la Primera C, y El Porvenir, peor promedio de los equipos metropolitanos de la Primera B Nacional.
El ganador del Torneo Apertura fue el Club Atlético Estudiantes y el del Torneo Clausura el Club Almirante Brown, debiendo definir el campeonato en un encuentro de ida y vuelta. Almirante Brown se alzó con el título de la temporada, ya que venció por 1 a 0 a Estudiantes en el estadio Eva Perón, de Junín (en el partido de ida habían igualado 0 a 0 en el estadio Presidente Perón, y la vuelta también se había jugado allí; sin embargo, por incidentes se tuvo que reanudar en Junín).

## Ascensos y descensos
| Posición | Descendido de la Primera B 2005-06 |
| -------- | ---------------------------------- |
| 22.º     | Deportivo Laferrere                |

| Posición | Ascendido de la Primera C 2005-06 |
| -------- | --------------------------------- |
| Campeón  | Deportivo Merlo                   |

| Posición | Ascendido a la Primera B Nacional 2006-07 |
| -------- | ----------------------------------------- |
| Campeón  | Platense                                  |

| Posición | Descendido de la Primera B Nacional 2005-06 |
| -------- | ------------------------------------------- |
| 19.º     | El Porvenir                                 |

## Equipos participantes
| Equipo                 | Localidad            | Estadio                      | Capacidad |
| ---------------------- | -------------------- | ---------------------------- | --------- |
| All Boys               | Buenos Aires         | Islas Malvinas               |           |
| Almirante Brown        | Isidro Casanova      | Fragata Presidente Sarmiento | 25 000    |
| Atlanta                | Buenos Aires         | Don León Kolbovsky           | 14 000    |
| Brown de Adrogué       | Adrogué              | Lorenzo Arandilla            | 4500      |
| Central Córdoba (R)    | Rosario              | Gabino Sosa                  | 10 000    |
| Comunicaciones         | Buenos Aires         | Alfredo Ramos                | 3500      |
| Def. de Cambaceres     | Ensenada             | 12 de Octubre                | 8500      |
| Defensores de Belgrano | Buenos Aires         | Juan Pasquale                | 10 000    |
| Deportivo Armenio      | Ingeniero Maschwitz  | Armenia                      | 10 500    |
| Deportivo Español      | Buenos Aires         | Nueva España                 | 32 500    |
| Deportivo Merlo        | Merlo                | José Manuel Moreno           | 7500      |
| Deportivo Morón        | Morón                | Nuevo Francisco Urbano       | 32 000    |
| El Porvenir            | Gerli                | Enrique De Roberts           | 14 000    |
| Estudiantes            | Caseros              | Ciudad de Caseros            | 16 740    |
| Flandria               | Jáuregui             | Carlos V                     | 5000      |
| Los Andes              | Lomas de Zamora      | Eduardo Gallardón            | 36 942    |
| San Telmo              | Dock Sud             | Dr. Osvaldo Baletto          | 5500      |
| Sarmiento              | Junín                | Eva Perón                    | 23 000    |
| Sportivo Italiano      | Ciudad Evita         | República de Italia          | 7000      |
| Talleres               | Remedios de Escalada | Talleres                     | 15 000    |
| Temperley              | Turdera              | Alfredo Beranger             | 22 000    |
| Tristán Suárez         | Tristán Suárez       | 20 de Octubre                | 15 000    |

### Distribución geográfica de los equipos
| Región                                   | Cant. | Equipos |
| ---------------------------------------- | ----- | --- |
| Conurbano bonaerense                     | 13    | Almirante Brown, Brown de Adrogué, Deportivo Armenio, Deportivo Merlo, Deportivo Morón, El Porvenir, Estudiantes (BA), Los Andes, San Telmo, Sportivo Italiano, Talleres, Temperley y Tristán Suárez |
| Ciudad de Buenos Aires                   | 5     | All Boys, Atlanta, Comunicaciones, Defensores de Belgrano y Deportivo Español |
| Interior de la provincia de Buenos Aires | 2     | Flandria y Sarmiento |
| Ciudad de Rosario                        | 1     | Central Córdoba |
| Gran La Plata                            | 1     | Defensores de Cambaceres |

## Formato

### Competición
Se disputaron dos torneos: Apertura y Clausura. En cada uno de ellos, los 22 equipos se enfrentaron todos contra todos a una sola rueda. Los partidos disputados en el Torneo Clausura representaron los desquites de los del Torneo Apertura, invirtiendo la localía. Al final de la temporada, los ganadores de ambas fases se enfrentaron en una final por el título de campeón, a doble partido. El perdedor pasó a integrar el Torneo reducido.

### Ascensos
El campeón ascendió directamente a la Primera B Nacional. Por su parte, los equipos que, al finalizar la temporada, ocuparon los  seis primeros puestos de la tabla general de la temporada (excluyendo a los dos campeones) clasificaron al Torneo reducido, junto al perdedor de la final por el título. El ganador del mismo disputó una promoción contra un equipo de la Primera B Nacional.

### Descensos
El equipo que al finalizar la temporada ocupó el último lugar de la tabla de promedios descendió a la Primera C, mientras que el que obtuvo el segundo peor promedio debió disputar una promoción ante un club de esa categoría.

## Torneo Apertura 2006

### Tabla de posiciones final
| Pos  | Equipo                   | Pts | PJ | PG | PE | PP | GF | GC | Dif |
| ---- | ------------------------ | --- | -- | -- | -- | -- | -- | -- | --- |
| 1.º  | Estudiantes              | 42  | 21 | 12 | 6  | 3  | 35 | 14 | 21  |
| 2.º  | Deportivo Morón          | 42  | 21 | 12 | 6  | 3  | 31 | 16 | 15  |
| 3.º  | Almirante Brown          | 41  | 21 | 12 | 5  | 4  | 27 | 16 | 11  |
| 4.º  | Deportivo Merlo          | 35  | 21 | 9  | 8  | 4  | 25 | 21 | 4   |
| 5.º  | Central Córdoba          | 34  | 21 | 9  | 7  | 5  | 36 | 22 | 14  |
| 6.º  | Deportivo Armenio        | 33  | 21 | 9  | 6  | 6  | 22 | 15 | 7   |
| 7.º  | Tristán Suárez           | 31  | 21 | 7  | 10 | 4  | 32 | 24 | 8   |
| 8.º  | Social Español           | 31  | 21 | 8  | 7  | 6  | 17 | 13 | 4   |
| 9.º  | All Boys                 | 31  | 21 | 9  | 4  | 8  | 29 | 27 | 2   |
| 10.º | San Telmo                | 30  | 21 | 8  | 6  | 7  | 25 | 28 | -3  |
| 11.º | Brown                    | 29  | 21 | 7  | 8  | 6  | 26 | 27 | -1  |
| 12.º | Temperley                | 29  | 21 | 8  | 5  | 8  | 23 | 27 | -4  |
| 13.º | Sarmiento                | 25  | 21 | 7  | 4  | 10 | 23 | 32 | -9  |
| 14.º | Sportivo Italiano        | 24  | 21 | 5  | 9  | 7  | 23 | 28 | -5  |
| 15.º | Defensores de Cambaceres | 24  | 21 | 5  | 9  | 7  | 22 | 28 | -6  |
| 16.º | Los Andes                | 23  | 21 | 6  | 5  | 10 | 25 | 29 | -4  |
| 17.º | Comunicaciones           | 23  | 21 | 6  | 5  | 10 | 20 | 26 | -6  |
| 18.º | Talleres (RdE)           | 22  | 21 | 5  | 7  | 9  | 20 | 29 | -9  |
| 19.º | Flandria                 | 22  | 21 | 6  | 4  | 11 | 21 | 32 | -11 |
| 20.º | Defensores de Belgrano   | 20  | 21 | 4  | 8  | 9  | 25 | 36 | -11 |
| 21.º | Atlanta                  | 18  | 21 | 4  | 6  | 11 | 21 | 25 | -4  |
| 22.º | El Porvenir              | 13  | 21 | 2  | 7  | 12 | 15 | 28 | -13 |

|  |                                      |
|  | Clasificado a la final por el título |

## Torneo Clausura 2007

### Tabla de posiciones final
| Pos  | Equipo                   | Pts | PJ | PG | PE | PP | GF | GC | Dif |
| ---- | ------------------------ | --- | -- | -- | -- | -- | -- | -- | --- |
| 1.º  | Almirante Brown          | 47  | 21 | 14 | 5  | 2  | 32 | 11 | 21  |
| 2.º  | Tristán Suárez           | 44  | 21 | 14 | 2  | 5  | 43 | 25 | 18  |
| 3.º  | Sarmiento                | 35  | 21 | 9  | 8  | 4  | 36 | 25 | 11  |
| 4.º  | Deportivo Merlo          | 33  | 21 | 9  | 6  | 6  | 22 | 22 | 0   |
| 5.º  | Los Andes                | 32  | 21 | 8  | 8  | 5  | 34 | 28 | 6   |
| 6.º  | Deportivo Morón          | 31  | 21 | 9  | 4  | 8  | 25 | 23 | 2   |
| 7.º  | Central Córdoba          | 30  | 21 | 9  | 3  | 9  | 30 | 23 | 7   |
| 8.º  | Defensores de Belgrano   | 30  | 21 | 8  | 6  | 7  | 22 | 25 | -3  |
| 9.º  | Estudiantes              | 29  | 21 | 8  | 5  | 8  | 26 | 24 | 2   |
| 10.º | All Boys                 | 28  | 21 | 7  | 7  | 7  | 22 | 28 | -6  |
| 11.º | Comunicaciones           | 27  | 21 | 7  | 6  | 8  | 26 | 28 | -2  |
| 12.º | Social Español           | 27  | 21 | 8  | 3  | 10 | 24 | 26 | -2  |
| 13°  | El Porvenir              | 27  | 21 | 7  | 6  | 8  | 25 | 30 | -5  |
| 14.º | San Telmo                | 26  | 21 | 6  | 8  | 7  | 25 | 25 | 0   |
| 15.º | Talleres (RdE)           | 25  | 21 | 7  | 4  | 10 | 25 | 27 | -2  |
| 16.º | Temperley                | 25  | 21 | 6  | 7  | 8  | 21 | 23 | -2  |
| 17.º | Defensores de Cambaceres | 24  | 21 | 6  | 6  | 9  | 25 | 28 | -3  |
| 18°  | Flandria                 | 24  | 21 | 6  | 6  | 9  | 13 | 19 | -6  |
| 19.º | Brown                    | 23  | 21 | 5  | 8  | 8  | 31 | 36 | -5  |
| 20.º | Atlanta                  | 22  | 21 | 5  | 7  | 9  | 26 | 36 | -10 |
| 21.º | Deportivo Armenio        | 21  | 21 | 4  | 9  | 8  | 18 | 30 | -12 |
| 22.º | Sportivo Italiano        | 18  | 21 | 4  | 6  | 11 | 21 | 30 | -9  |

|  |                                      |
|  | Clasificado a la final por el título |

## Tabla general del campeonato
| Pos  | Equipo                   | Pts | PJ | PG | PE | PP | GF | GC | Dif |
| ---- | ------------------------ | --- | -- | -- | -- | -- | -- | -- | --- |
| 1.º  | Almirante Brown          | 85  | 42 | 26 | 10 | 6  | 59 | 27 | 32  |
| 2.º  | Tristán Suárez           | 75  | 42 | 21 | 12 | 9  | 75 | 49 | 26  |
| 3.º  | Estudiantes              | 71  | 42 | 20 | 11 | 11 | 61 | 38 | 23  |
| 4.º  | Deportivo Merlo          | 68  | 42 | 18 | 14 | 10 | 47 | 43 | 4   |
| 5.º  | Deportivo Morón          | 67  | 42 | 21 | 10 | 11 | 56 | 39 | 17  |
| 6.º  | Central Córdoba          | 64  | 42 | 18 | 10 | 14 | 66 | 45 | 21  |
| 7.º  | Sarmiento                | 60  | 42 | 16 | 12 | 14 | 59 | 57 | 2   |
| 8.º  | All Boys                 | 59  | 42 | 16 | 11 | 15 | 51 | 55 | -4  |
| 9.º  | Social Español           | 58  | 42 | 16 | 10 | 16 | 41 | 39 | 2   |
| 10.º | San Telmo                | 56  | 42 | 14 | 14 | 14 | 50 | 53 | -3  |
| 11.º | Deportivo Armenio        | 54  | 42 | 13 | 15 | 14 | 40 | 45 | -5  |
| 12.º | Temperley                | 54  | 42 | 14 | 12 | 16 | 44 | 50 | -6  |
| 13.º | Los Andes                | 53  | 42 | 14 | 13 | 15 | 59 | 57 | 2   |
| 14°  | Brown                    | 52  | 42 | 12 | 16 | 14 | 57 | 63 | -6  |
| 15.º | Comunicaciones           | 50  | 42 | 13 | 11 | 18 | 46 | 54 | -8  |
| 16.º | Defensores de Belgrano   | 50  | 42 | 12 | 14 | 16 | 47 | 61 | -14 |
| 17°  | Defensores de Cambaceres | 48  | 42 | 11 | 15 | 16 | 47 | 56 | -9  |
| 18.º | Flandria                 | 46  | 42 | 12 | 10 | 20 | 34 | 51 | -17 |
| 19.º | Talleres (RdE)           | 42  | 42 | 12 | 11 | 19 | 45 | 56 | -11 |
| 20.º | Sportivo Italiano        | 42  | 42 | 9  | 15 | 18 | 44 | 58 | -14 |
| 21.º | Atlanta                  | 40  | 42 | 9  | 13 | 20 | 47 | 61 | -14 |
| 22.º | El Porvenir              | 40  | 42 | 9  | 13 | 20 | 40 | 58 | -18 |

|  |                                                                                           |
|  | Ganadores de los torneos Apertura y Clausura. Disputaron la final por el título           |
|  | Participaron del Torneo reducido por una promoción con un equipo de la Primera B Nacional |

## Final
Se jugó entre el ganador del Torneo Apertura, Estudiantes, y el ganador del Torneo Clausura, Almirante Brown, a doble partido.
Ambos partidos debían disputarse en el estadio Presidente Perón, de Racing Club. El primer choque se jugó el 26 de mayo y finalizó sin goles. La revancha estaba prevista para el 2 de junio, aunque solamente se pudieron llevar a cabo 13 minutos antes de que el árbitro Diego Abal decidiera suspender el encuentro a causa de una batalla campal, originada por una bomba de estruendo lanzada contra el arquero de Estudiantes, Wálter Cáceres.
El 27 de junio se jugaron los 77 minutos restantes, divididos en un tiempo de 39' y otro de 38', en el estadio Eva Perón, de Sarmiento (Junín). El ganador fue el Club Almirante Brown, que venció a su rival por 1-0, se consagró campeón y ascendió directamente a la Primera B Nacional. Por su parte, el Club Atlético Estudiantes clasificó a las semifinales del Torneo reducido.
| 26 de mayo de 2007 | Estudiantes | 0:0 | Almirante Brown | Estadio Presidente Perón, Avellaneda |  |

| 2 de junio de 2007 | Almirante Brown | 1:0 | Estudiantes | Estadio Presidente Perón, Avellaneda |                        |
| | Penco 48'       |     |             | Árbitro(s): Diego Abal               | Árbitro(s): Diego Abal |
| Suspendido a los 13 minutos del primer tiempo por disturbios, con el resultado 0 a 0. El 27 de junio se disputaron los 77 minutos restantes en el estadio Eva Perón, de Junín. |                 |     |             |                                      |                        |

## Tabla de descenso
| Pos  | Equipo                   | PJ  | 2004-05 | 2005-06 | 2006-07 | Pts | Promedio |
| ---- | ------------------------ | --- | ------- | ------- | ------- | --- | -------- |
| 1.º  | Deportivo Merlo          | 42  | -       | -       | 68      | 68  | 1,619    |
| 2.º  | Deportivo Morón          | 116 | 62      | 56      | 67      | 185 | 1,595    |
| 3.º  | Tristán Suárez           | 116 | 62      | 44      | 75      | 181 | 1,560    |
| 4.º  | Sarmiento (J)            | 76  | -       | 58      | 60      | 118 | 1,553    |
| 5.º  | Almirante Brown          | 116 | 37      | 48      | 85      | 173 | 1,491    |
| 6.º  | Estudiantes              | 116 | 46      | 51      | 71      | 168 | 1,448    |
| 7.º  | All Boys                 | 116 | 60      | 48      | 59      | 167 | 1,440    |
| 8.º  | Central Córdoba          | 116 | 50      | 52      | 64      | 166 | 1,431    |
| 9.º  | Deportivo Armenio        | 116 | 60      | 52      | 54      | 166 | 1,431    |
| 10.º | Temperley                | 116 | 51      | 58      | 54      | 163 | 1,405    |
| 11.º | Defensores de Belgrano   | 76  | -       | 55      | 50      | 105 | 1,382    |
| 12.º | Los Andes                | 116 | 63      | 35      | 53      | 151 | 1,302    |
| 13.º | Social Español           | 116 | 44      | 49      | 58      | 151 | 1,302    |
| 14.º | Talleres (RdE)           | 116 | 57      | 51      | 42      | 150 | 1,293    |
| 15.º | Atlanta                  | 116 | 64      | 46      | 40      | 150 | 1,293    |
| 16.º | Sportivo Italiano        | 116 | 65      | 36      | 42      | 143 | 1,233    |
| 17.º | Brown (A)                | 116 | 53      | 25      | 52      | 130 | 1,121    |
| 18.º | Comunicaciones           | 76  | -       | 35      | 50      | 85  | 1,118    |
| 19.º | Flandria                 | 116 | 37      | 43      | 46      | 126 | 1,086    |
| 20.º | San Telmo                | 116 | 37      | 30      | 56      | 123 | 1,060    |
| 21.º | Defensores de Cambaceres | 116 | 40      | 32      | 48      | 120 | 1,034    |
| 22.º | El Porvenir              | 42  | -       | -       | 40      | 40  | 0,952    |

|  | Jugara la promoción con el ganador del reducido de la Primera C. |
|  | Descendió directamente a la Primera C                            |

## Torneo reducido
Los seis equipos que sumaron la mayor cantidad de puntos entre Apertura y Clausura al finalizar la temporada (excluyendo a los dos campeones) se clasificaron para jugar el Reducido. El mismo consiste en un torneo por eliminación directa. Los equipos fueron emparejados según sus posiciones en la tabla final, siendo los enfrentamientos 1.º contra 6.º, 2.º contra 5.º, y 3.º contra 4.º. Los tres ganadores avanzaron a la semifinal, donde se sumó el perdedor de la final por el primer ascenso, Estudiantes. Todas las rondas se disputaron a un solo partido, actuando como local el equipo mejor posicionado en la tabla de la temporada.
El ganador fue el Club Atlético Estudiantes, que se clasificó para disputar una promoción contra un equipo de la Primera B Nacional.
|  | Cuartos de final | Cuartos de final |                 |                     | Semifinales | Semifinales |  |             | Final      | Final      |  |
|  | 25 y 26 de mayo  | 25 y 26 de mayo  |                 |                     | 30 de junio | 30 de junio |  |             | 4 de julio | 4 de julio |  |
|  |                  |                  |                 |                     |             |             |  |             |            |            |  |
|  |                  |                  |                 |                     |             |             |  |             |            |            |  |
|  | Estudiantes      | -                |                 |                     |             |             |  |             |            |            |  |
|  | Estudiantes      | -                |                 |                     |             |             |  |             |            |            |  |
|  | -                | -                |                 |                     |             |             |  |             |            |            |  |
|  | -                | -                |                 | Estudiantes         | 2           |             |  |             |            |            |  |
|  |                  |                  |                 | Estudiantes         | 2           |             |  |             |            |            |  |
|  |                  |                  | All Boys        | 0                   |             |             |  |             |            |            |  |
|  | Tristán Suárez   | 1                | All Boys        | 0                   |             |             |  |             |            |            |  |
|  | Tristán Suárez   | 1                |                 |                     |             |             |  |             |            |            |  |
|  | All Boys         | 3                |                 |                     |             |             |  |             |            |            |  |
|  | All Boys         | 3                |                 |                     |             |             |  | Estudiantes | 2          |            |  |
|  |                  |                  |                 |                     |             |             |  | Estudiantes | 2          |            |  |
|  |                  |                  | Deportivo Morón | 0                   |             |             |  |             |            |            |  |
|  | Deportivo Morón  | 2                | Deportivo Morón | 0                   |             |             |  |             |            |            |  |
|  | Deportivo Morón  | 2                |                 |                     |             |             |  |             |            |            |  |
|  | Central Córdoba  | 0                |                 |                     |             |             |  |             |            |            |  |
|  | Central Córdoba  | 0                |                 | Deportivo Morón (p) | 0 (3)       |             |  |             |            |            |  |
|  |                  |                  |                 | Deportivo Morón (p) | 0 (3)       |             |  |             |            |            |  |
|  |                  |                  | Sarmiento       | 0 (1)               |             |             |  |             |            |            |  |
|  | Deportivo Merlo  | 1 (3)            | Sarmiento       | 0 (1)               |             |             |  |             |            |            |  |
|  | Deportivo Merlo  | 1 (3)            |                 |                     |             |             |  |             |            |            |  |
|  | Sarmiento (p)    | 1 (5)            |                 |                     |             |             |  |             |            |            |  |
|  | Sarmiento (p)    | 1 (5)            |                 |                     |             |             |  |             |            |            |  |
|  |                  |                  |                 |                     |             |             |  |             |            |            |  |

### Cuartos de final
| 25 de mayo de 2007 | Tristán Suárez | 1:3 (0:1) | All Boys                                      | Estadio 20 de Octubre, Tristán Suárez |                                |
|                    | Bazán Vera 48' | Reporte   | D. Martínez 8' · Torassa 60' · Solchaga 90+1' | Árbitro(s): Alejandro Derevnín        | Árbitro(s): Alejandro Derevnín |

| 25 de mayo de 2007 | Deportivo Morón             | 2:0 (1:0) | Central Córdoba | Estadio José Dellagiovanna, Victoria |                              |
|                    | R. González 10' · Grbec 82' | Reporte   |                 | Árbitro(s): Marcelo Azpiolea         | Árbitro(s): Marcelo Azpiolea |

| 26 de mayo de 2007 | Deportivo Merlo                          | 1:1 (0:0) (3:5 p.)         | Sarmiento                                              | Estadio José Manuel Moreno, Merlo |                          |
|                    | Ávalo 66'                                | Reporte                    | Carretero 59'                                          | Árbitro(s): Javier Grone          | Árbitro(s): Javier Grone |
|                    |                                          | Tiros desde el punto penal |                                                        |                                   |                          |
|                    | Ávalo · Pogonza · Negro Luqui · Vendakis |                            | García · Luppino · Concistre · Carretero · C. Martínez |                                   |                          |

### Semifinales
| 30 de junio de 2007 | Estudiantes             | 2:0 (1:0) | All Boys | Estadio Ciudad de Lanús - Néstor Díaz Pérez, Lanús |                                       |
|                     | Bustos 42' · Martín 76' | Reporte   |          | Árbitro(s): Juan Carlos Sciancalépore              | Árbitro(s): Juan Carlos Sciancalépore |

| 30 de junio de 2007 | Deportivo Morón                               | 0:0 (3:1 p.)               | Sarmiento                                    | Estadio Eduardo Gallardón, Lomas de Zamora |                            |
|                     |                                               | Reporte                    |                                              | Árbitro(s): Pablo Zechillo                 | Árbitro(s): Pablo Zechillo |
|                     |                                               | Tiros desde el punto penal |                                              |                                            |                            |
|                     | Denis · Principiano · Conocchiari · Impallari |                            | Bilbao · Concistre · C. Martínez · Carretero |                                            |                            |

### Final
| 4 de julio de 2007 | Estudiantes                   | 2:0 (0:0) | Deportivo Morón | Estadio Eduardo Gallardón, Lomas de Zamora |                              |
|                    | P. Rodríguez 71' · Martín 89' | Reporte   |                 | Árbitro(s): Patricio Loustau               | Árbitro(s): Patricio Loustau |

## Promoción con Primera B Nacional
La disputaron el ganador del Torneo reducido (Estudiantes) y el peor promedio de los equipos afiliados directamente a la AFA de la Primera B Nacional, Ferro Carril Oeste.
|  |

| Promoción con Primera B Nacional                                                               | Promoción con Primera B Nacional | Promoción con Primera B Nacional | Promoción con Primera B Nacional | Promoción con Primera B Nacional |
| Local                                                                                          | Resultado                        | Visitante                        | Estadio                          | Fecha                            |
| ---------------------------------------------------------------------------------------------- | -------------------------------- | -------------------------------- | -------------------------------- | -------------------------------- |
| Estudiantes                                                                                    | 0 - 0                            | Ferro Carril Oeste               | Ciudad de Caseros                | 7 de julio                       |
| Ferro Carril Oeste                                                                             | 1 - 1                            | Estudiantes                      | Arquitecto Ricardo Etcheverri    | 11 de julio                      |
| Ferro Carril Oeste conservó la categoría gracias a la ventaja deportiva con un global de 1 - 1 |                                  |                                  |                                  |                                  |

## Promoción con Primera C
El Club Defensores de Cambaceres debió revalidar su plaza frente al Club Atlético Argentino (Rosario). 
|  |

| Promoción con Primera C                                                                              | Promoción con Primera C | Promoción con Primera C  | Promoción con Primera C | Promoción con Primera C |
| Local                                                                                                | Resultado               | Visitante                | Estadio                 | Fecha                   |
| --- | ----------------------- | ------------------------ | ----------------------- | ----------------------- |
| Argentino (R)                                                                                        | 2 - 1                   | Defensores de Cambaceres | José María Olaeta       | 16 de junio             |
| Defensores de Cambaceres                                                                             | 1 - 0                   | Argentino (R)            | Del Bosque              | 23 de junio             |
| Defensores de Cambaceres conservó la categoría gracias a la ventaja deportiva con un global de 2 - 2 |                         |                          |                         |                         |